# Mermessus tridentatus
Mermessus tridentatus là một loài nhện trong họ Linyphiidae.
Loài này thuộc chi Mermessus. Mermessus tridentatus được James Henry Emerton miêu tả năm 1882.